# Расстанный проезд

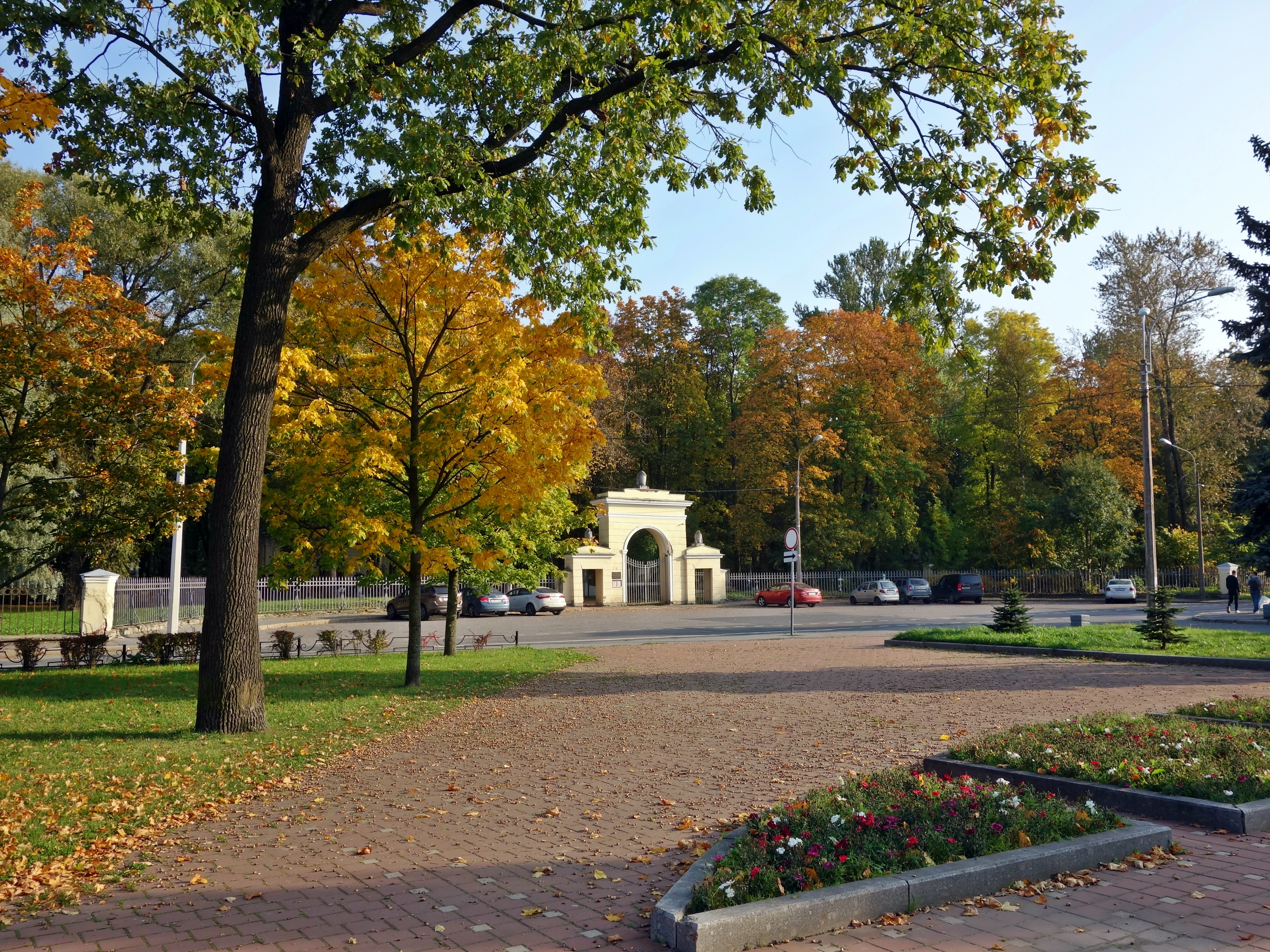
Вид из Расстанного сквера на Расстанный проезд и вход на «Литераторские мостки»

Расста́нный проезд — проезд в Фрунзенском районе Санкт-Петербурга. Проходит от Расстанного переулка до завода Монументскульптура.

## История
Современное название Расстанный проезд появилось в 1950-е годы, присвоено от наименования Расстанной улицы, которая в свою очередь получила название от находившегося на углу с Лиговским проспектом питейного дома «Растанье».

## Достопримечательности
- музей-некрополь «Литераторские мостки»
- Экспериментальный механический завод
- Волковское православное кладбище
- Завод «Монументскульптура»